# パウロ・フィリオ
パウロ・フィリオ（Paulo Filho、1978年5月24日 - ）は、ブラジルの男性総合格闘家。リオデジャネイロ州出身。ブラジリアン・トップチーム所属。元WEC世界ミドル級王者。パウロ・フィリョとも表記される。
非常に高い柔術テクニックに強靭な肉体を併せ持ち、自分よりも身体の大きい選手でも軽々と持ち上げる。絨毯爆撃のようなパウンドから、「BTT爆撃機」、「リオの人間爆撃機」のニックネームを持つ。入場時には何かを放り上げるように右手を高く掲げる独特のポーズをとる。

## 来歴
カーウソン・グレイシーの下でブラジリアン柔術を学び、1999年には世界柔術選手権の黒帯ペサード級（-91kg）で準優勝。2000年に総合格闘技へ転向した。
2001年1月8日、日本で初めての試合となったDEEP2001でKEI山宮にKO勝ち。3月31日、PANCRASE 2001 PROOF TOURで美濃輪育久に判定勝ち。8月18日、DEEP2001 in YOKOHAMAで近藤有己に判定勝ち。
2002年9月29日、PRIDE初出場となったPRIDE.22で小路晃と対戦し、腕ひしぎ十字固めで一本勝ち。
2005年4月3日、PRIDE 武士道 -其の六-で行われたミドル級（-93kg）グランプリラストワントーナメントに出場。1回戦でアマール・スロエフにマウント状態でのパウンドからの腕ひしぎ十字固めで一本勝ち。決勝へ進むも、右足骨折のため決勝を棄権した（スロエフもドクターストップにより決勝を戦えず、記録上はフィリオの不戦敗となった）。
2006年6月4日、PRIDE 武士道 -其の十一-のウェルター級（-83kg）グランプリ1回戦でグレゴリー・ブーシェラゲムに判定勝ち、8月26日、PRIDE 武士道 -其の十二-の2回戦で長南亮に腕ひしぎ十字固めで一本勝ち。11月5日、PRIDE 武士道 -其の十三-の準決勝でも三崎和雄に腕ひしぎ十字固めで一本勝ちするも、左膝靭帯損傷のためドクターストップで決勝を棄権した（決勝には三崎が進出し、優勝を飾った）。

### WEC
2007年8月5日、WEC初出場となったWEC 29のWEC世界ミドル級王座決定戦でジョー・ドークセンと対戦し、パウンドでTKO勝ちを収め王座獲得に成功した。
2007年12月12日、WEC 31のWEC世界ミドル級タイトルマッチで挑戦者のチェール・ソネンと対戦。試合のほとんどをソネンにコントロールされ劣勢に立たされたが、下から腕ひしぎ十字固めで一本勝ちを収め王座の初防衛に成功した。
2008年3月26日のWEC 33でソネンとタイトルマッチで再戦予定であったが、薬物依存症のリハビリで入院したため、試合はキャンセルされた。試合が延期された11月5日、WEC 36にて復帰したが、前日計量で4ポンドオーバーし、ノンタイトルマッチに変更された。試合は膠着が続き判定負けに終わり、総合デビュー以来続けてきた実質上の無敗記録は16でストップした。

### DREAM参戦後
2009年7月20日、DREAM初参戦となったDREAM.10でメルヴィン・マヌーフと対戦。マヌーフのパンチでダウンするなど劣勢となるも、腕ひしぎ十字固めで一本勝ち。9月12日、ブラジルのリオデジャネイロで行われたBitetti Combat 4に出場。アレックス・ショーナウアーとのライトヘビー級戦を戦い、判定勝ちを収めた。
2010年2月25日、Bitetti Combat 6で佐々木有生と対戦予定であったが、フィリオの欠場により試合が消滅した。7月18日、シドニーで行われたImpact FCでデニス・カーンと対戦、判定1-1で引き分けた。2010年8月、BTTに復帰した。
2011年9月14日、Amazon Forest Combat 1で石井慧と対戦し、引き分けた。
2013年3月23日、WSOF初出場となったWSOF 2でデイブ・ブランチと対戦し、0-3の判定負けを喫した。

## 戦績
| 総合格闘技 戦績 | 総合格闘技 戦績 | 総合格闘技 戦績 | 総合格闘技 戦績 | 総合格闘技 戦績 | 総合格闘技 戦績 | 総合格闘技 戦績 |
| --------------- | --------------- | --------------- | --------------- | --------------- | --------------- | --------------- |
| 33 試合         | (T)KO           | 一本            | 判定            | その他          | 引き分け        | 無効試合        |
| 24 勝           | 3               | 11              | 10              | 0               | 3               | 0               |
| 6 敗            | 0               | 0               | 6               | 0               | 3               | 0               |

| 勝敗 | 対戦相手                       | 試合結果                           | 大会名                                                                    | 開催年月日     |
| ○    | Mohamed Ashraf                 | 1R 1:55 肩固め                     | WAWAN MMA 16                                                              | 2018年5月10日  |
| ×    | アンドレ・ムニス               | 5分3R終了 判定0-3                  | Bitetti Combat 19                                                         | 2014年2月6日   |
| △    | ロドニー・ウォーラス           | 5分5R終了 時間切れ                 | Selva MMA: ExpoAcre 2013                                                  | 2013年8月4日   |
| ×    | デイブ・ブランチ               | 5分3R終了 判定0-3                  | WSOF 2: Arlovski vs. Johnson                                              | 2013年3月23日  |
| ○    | ムリーロ・ニンジャ             | 1R 0:47 TKO（パンチ連打）          | BOTB: Filho vs. Ninja                                                     | 2012年9月6日   |
| △    | 石井慧                         | 5分3R終了 ドロー                   | Amazon Forest Combat 1                                                    | 2011年9月14日  |
| ×    | ノーマン・パライシー           | 5分3R終了 判定0-3                  | X-Combat Ultra: International Grand Prix 【84kg級トーナメント 1回戦】     | 2011年5月20日  |
| ×    | ホニー・マルケス               | 5分3R終了 判定0-3                  | International Fighter Championship                                        | 2011年4月29日  |
| ○    | ジャクソン・モラ               | 5分3R終了 判定2-1                  | WFC 5: Pretorian                                                          | 2011年3月19日  |
| ○    | 佐々木有生                     | 5分3R終了 判定3-0                  | Bitetti Combat 8: 100 Years of Corinthians                                | 2010年12月4日  |
| ×    | マルコス・ホジェリオ・デ・リマ | 5分3R終了 判定0-3                  | First Class Fight 5                                                       | 2010年10月23日 |
| △    | デニス・カーン                 | 5分3R終了 判定1-1                  | Impact FC 2: The Uprising Sydney                                          | 2010年7月18日  |
| ○    | ダニエル・ビジェガス           | 1R ギブアップ（パンチ連打）        | Memorial Fight Qualifying                                                 | 2010年6月4日   |
| ○    | 西坂竜彦                       | 1R 3:00 チキンウィングアームロック | Bitetti Combat 5                                                          | 2009年12月12日 |
| ○    | アレックス・ショーナウアー     | 5分3R終了 判定3-0                  | Bitetti Combat 4                                                          | 2009年9月12日  |
| ○    | メルヴィン・マヌーフ           | 1R 2:36 腕ひしぎ十字固め           | DREAM.10 ウェルター級グランプリ2009 決勝戦                                | 2009年7月20日  |
| ×    | チェール・ソネン               | 5分3R終了 判定0-3                  | WEC 36: Faber vs. Brown                                                   | 2008年11月5日  |
| ○    | チェール・ソネン               | 2R 4:55 腕ひしぎ十字固め           | WEC 31: Faber vs. Curran 【WEC世界ミドル級タイトルマッチ】                | 2007年12月12日 |
| ○    | ジョー・ドークセン             | 1R 4:07 TKO（パウンド）            | WEC 29: Condit vs. Larson 【WEC世界ミドル級王座決定戦】                   | 2007年8月5日   |
| ○    | 三崎和雄                       | 1R 9:43 腕ひしぎ十字固め           | PRIDE 武士道 -其の十三- 【ウェルター級グランプリ 準決勝】                 | 2006年11月5日  |
| ○    | 長南亮                         | 1R 2:30 腕ひしぎ十字固め           | PRIDE 武士道 -其の十二- 【ウェルター級グランプリ 2回戦】                  | 2006年8月26日  |
| ○    | グレゴリー・ブーシェラゲム     | 2R（10分/5分）終了 判定3-0         | PRIDE 武士道 -其の十一- 【ウェルター級グランプリ 1回戦】                  | 2006年6月4日   |
| ○    | ムリーロ・ニンジャ             | 2R（10分/5分）終了 判定3-0         | PRIDE 武士道 -其の拾-                                                     | 2006年4月2日   |
| ○    | 桜井隆多                       | 1R 3:49 腕ひしぎ十字固め           | PRIDE 武士道 -其の九- 【ウェルター級トーナメント リザーブマッチ】         | 2005年9月25日  |
| ×    | ディーン・リスター             | 不戦敗                             | PRIDE 武士道 -其の六- 【ミドル級グランプリ ラストワントーナメント 決勝】  | 2005年4月3日   |
| ○    | アマール・スロエフ             | 1R 4:22 腕ひしぎ十字固め           | PRIDE 武士道 -其の六- 【ミドル級グランプリ ラストワントーナメント 1回戦】 | 2005年4月3日   |
| ○    | 小路晃                         | 2R（10分/5分）終了 判定2-1         | PRIDE 武士道 -其の四-                                                     | 2004年7月19日  |
| ○    | 松井大二郎                     | 5分3R終了 判定3-0                  | Gladiator FC 2日目                                                        | 2004年6月27日  |
| ○    | シウマウ・ホドリゴ             | 5分3R終了 判定3-0                  | Bitetti Combat Nordeste 3                                                 | 2004年4月1日   |
| ○    | 小路晃                         | 1R 2:48 腕ひしぎ十字固め           | PRIDE.22                                                                  | 2002年9月29日  |
| ○    | 近藤有己                       | 5分3R終了 判定3-0                  | DEEP2001 in YOKOHAMA                                                      | 2001年8月18日  |
| ○    | 美濃輪育久                     | 5分3R終了 判定3-0                  | PANCRASE 2001 PROOF TOUR                                                  | 2001年3月31日  |
| ○    | KEI山宮                        | 2R 0:29 KO（パンチ連打）           | DEEP2001                                                                  | 2001年1月8日   |
| ○    | ルイス・ドレス                 | 2R ギブアップ（パンチ連打）        | Heroes 1                                                                  | 2000年7月24日  |

## 獲得タイトル
- ADCC 2000ブラジル予選 99kg未満級 優勝（2000年）
- 第3代WEC世界ミドル級王座（2007年）